# سيغفريد بروير
سيغفريد بروير (بالألمانية: Siegfried Breuer)‏ (و. 1906 – 1954 م) هو مخرج أفلام، وممثل مسرحي، وممثل أفلام، وكاتب سيناريو نمساوي، ولد في فيينا، توفي عن عمر يناهز 48 عاماً.

## وصلات خارجية
- سيغفريد بروير على موقع IMDb (الإنجليزية)
- سيغفريد بروير على موقع مونزينجر (الألمانية)
- سيغفريد بروير على موقع ألو سيني (الفرنسية)
- سيغفريد بروير على موقع أول موفي (الإنجليزية)
- سيغفريد بروير على موقع قاعدة بيانات الأفلام السويدية (السويدية)
- سيغفريد بروير على موقع قاعدة بيانات الفيلم (الإنجليزية)
- سيغفريد بروير على موقع كينوبويسك (الروسية)